# Фивицано
Фивицано (на италиански: Fivizzano) е община в Италия, в региона Тоскана, провинция Маса и Карара, в планинния район, наречен Луниджана. Населението е около 9000 души (2007).